# ابن اردخل
ابوعبدالله محمد بن حسن موصلی شهرت‌یافته به ابن اِردَخَل و لقب‌گرفته به مُهَذَّبُ‌الدین و ابوالمعالی (۱۱۸۱-۱۲۳۱م) شاعر مدحسرای عراقی بود.